# Brachyachne patentiflora
Brachyachne patentiflora är en gräsart som först beskrevs av Sydney Margaret Stent och James McFarlane Rattray, och fick sitt nu gällande namn av Charles Edward Hubbard. Brachyachne patentiflora ingår i släktet Brachyachne och familjen gräs. Inga underarter finns listade i Catalogue of Life.